# Guglielmo, conte di Poitiers
Guglielmo di Poitiers (Normandia, 17 agosto 1153 – Wallingford Castle, aprile 1156) è stato un nobile britannico, figlio primogenito di Enrico II d'Inghilterra ed Eleonora di Aquitania..

## Biografia
Nacque lo stesso giorno della morte del rivale di suo padre, Eustachio IV di Boulogne, ma morì nell'aprile del 1156, all'età di due anni, a Wallingford Castle e venne sepolto nell'Abbazia di Reading ai piedi del monumento funebre del suo bisnonno Enrico I.
Al momento della sua morte, era Conte di Poitiers, poiché sua madre gli aveva ceduto la corona. Per secoli, i  duchi di Aquitania avevano tenuto questo come uno dei loro titoli minori, per cui era passato ad Eleonora da parte di suo padre; concedendolo al figlio si ebbe una ripresa del titolo, separandolo dal ducato. Alcuni storici dicono che avrebbe avuto anche il titolo di "arcivescovo di York", ma questo è probabilmente un errore. Il fratellastro Goffredo (morto nel 1212), che era nato un anno prima di Guglielmo, andò poi a ricoprire tale carica, causando confusione. 

## Ascendenza
|                             |                          |                                     | Genitori                      |  |  | Nonni |  |  | Bisnonni        |  |  | Trisnonni        |  |
|                             |                          |                                     |                               |  |  |       |  |  | Folco V d'Angiò |  |  | Folco IV d'Angiò |  |
|                             |                          |                                     |                               |  |  |       |  |  | Folco V d'Angiò |  |  | Folco IV d'Angiò |  |
|                             |                          | Bertrada di Montfort                |                               |  |  |       |  |  | Folco V d'Angiò |  |  |                  |  |
| Goffredo V d'Angiò          |                          |                                     |                               |  |  |       |  |  | Folco V d'Angiò |  |  |                  |  |
|                             |                          | Eremburga del Maine                 | Elia I del Maine              |  |  |       |  |  |                 |  |  |                  |  |
|                             |                          | Eremburga del Maine                 | Elia I del Maine              |  |  |       |  |  |                 |  |  |                  |  |
|                             |                          | Eremburga del Maine                 | Matilda di Château-du-Loir    |  |  |       |  |  |                 |  |  |                  |  |
| Enrico II d'Inghilterra     |                          | Eremburga del Maine                 |                               |  |  |       |  |  |                 |  |  |                  |  |
|                             |                          | Enrico I d'Inghilterra              | Guglielmo I d'Inghilterra     |  |  |       |  |  |                 |  |  |                  |  |
|                             |                          | Enrico I d'Inghilterra              | Guglielmo I d'Inghilterra     |  |  |       |  |  |                 |  |  |                  |  |
|                             |                          | Enrico I d'Inghilterra              | Matilde delle Fiandre         |  |  |       |  |  |                 |  |  |                  |  |
| Matilde d'Inghilterra       |                          | Enrico I d'Inghilterra              |                               |  |  |       |  |  |                 |  |  |                  |  |
|                             |                          | Matilde di Scozia                   | Malcolm III di Scozia         |  |  |       |  |  |                 |  |  |                  |  |
|                             |                          | Matilde di Scozia                   | Malcolm III di Scozia         |  |  |       |  |  |                 |  |  |                  |  |
|                             |                          | Matilde di Scozia                   | Margaret di Scozia            |  |  |       |  |  |                 |  |  |                  |  |
| Guglielmo conte di Poitiers |                          | Matilde di Scozia                   |                               |  |  |       |  |  |                 |  |  |                  |  |
|                             | Guglielmo IX d'Aquitania | Guglielmo VIII di Aquitania         |                               |  |  |       |  |  |                 |  |  |                  |  |
|                             | Guglielmo IX d'Aquitania | Guglielmo VIII di Aquitania         |                               |  |  |       |  |  |                 |  |  |                  |  |
|                             | Guglielmo IX d'Aquitania | Hildegarda di Borgogna              |                               |  |  |       |  |  |                 |  |  |                  |  |
| Guglielmo X di Aquitania    | Guglielmo IX d'Aquitania |                                     |                               |  |  |       |  |  |                 |  |  |                  |  |
|                             |                          | Filippa di Tolosa                   | Guglielmo IV di Tolosa        |  |  |       |  |  |                 |  |  |                  |  |
|                             |                          | Filippa di Tolosa                   | Guglielmo IV di Tolosa        |  |  |       |  |  |                 |  |  |                  |  |
|                             |                          | Filippa di Tolosa                   | Emma di Mortain               |  |  |       |  |  |                 |  |  |                  |  |
| Eleonora d'Aquitania        |                          | Filippa di Tolosa                   |                               |  |  |       |  |  |                 |  |  |                  |  |
|                             |                          | Aimery I, Visconte di Châtellerault | Boson II de Châtellerault     |  |  |       |  |  |                 |  |  |                  |  |
|                             |                          | Aimery I, Visconte di Châtellerault | Boson II de Châtellerault     |  |  |       |  |  |                 |  |  |                  |  |
|                             |                          | Aimery I, Visconte di Châtellerault | Alienor de Thouars            |  |  |       |  |  |                 |  |  |                  |  |
| Aénor di Châtellerault      |                          | Aimery I, Visconte di Châtellerault |                               |  |  |       |  |  |                 |  |  |                  |  |
|                             |                          | Dangerose de l'Isle Bouchard        | Barthelemy de L'Isle Bouchard |  |  |       |  |  |                 |  |  |                  |  |
|                             |                          | Dangerose de l'Isle Bouchard        | Barthelemy de L'Isle Bouchard |  |  |       |  |  |                 |  |  |                  |  |
|                             |                          | Dangerose de l'Isle Bouchard        | Gerberge de Blaison           |  |  |       |  |  |                 |  |  |                  |  |
|                             |                          | Dangerose de l'Isle Bouchard        |                               |  |  |       |  |  |                 |  |  |                  |  |